# Кушниров, Арон Давидович
Арн (Арон Давидович) Кушниров (идиш אהרן קושניראָוו‎, настоящая фамилия Кушниро́вич; 7 января 1890, Боярка, Звенигородский уезд, Киевская губерния — 7 сентября 1949, Москва) — еврейский советский поэт, прозаик, драматург и переводчик. Писал на идише.

## Биография
Из семьи служащего (по другим данным лесника). Учился в хедере. С 1903 года работал в Киеве приказчиком, занимался самообразованием. С 1911 года служил рядовым в 3-м Сибирском стрелковом полку. Участник Первой мировой войны, награждён солдатским Георгиевским крестом. В 1918 году работал корреспондентом, переводчиком, чернорабочим типографии, санитаром. В 1920 году вступил в РККА, служил начальником транспорта при Чусоснабарме Юго-Западного фронта.
Окончил три курса ВЛХИ. В 1922 году поселился в Москве, стал членом редакции журнала «Штром». В 1925 году стал одним из основателей еврейской секции РАПП. В 1934—1941 годах — главный редактор альманаха «Советиш» (12 выпусков).
Участник Испанской и Великой Отечественной войн . С сентября 1941 года — военный корреспондент газеты «Доблесть» 8-й стрелковой дивизии, затем писатель газеты «Уничтожим врага» 5-й армии, с марта 1943 года — газеты «Сталинский воин» 48-й армии. Закончил войну в чине капитана. После войны вошёл в редколлегию газеты «Эйникайт», был главным редактором альманаха «Хеймланд» (7 выпусков).
Единственный из возглавлявших советскую еврейскую литературу, кто не подвергся аресту после ликвидации в ноябре 1948 года ЕАК. Трагически переживал гибель еврейской культуры в СССР, что ускорило его кончину.

## Творчество
Писать начал с 1909 года. Дебютировал в печати стихами на русском языке в армейской газете и на идише — во фронтовом бюллетене украинской Евсекции, а также в её газете «Дер комунист» (Харьков, 1920—1922). Первые стихотворения пронизаны пафосом революции, чеканны по ритму и порой плакатны по языку. В 1922 году поместил в журнале «Штром» цикл стихов «Азкоре» («Поминание», 1922) о еврейских погромах на Украине, за который подвергся упрёкам в еврейском национализме и в пессимистических настроениях. В 1925 году в альманахе «Октябер» (выпуск 1) опубликовал написанный ритмизованной прозой рассказ «Киндер фун эйн фолк» («Дети единого народа»; отдельным изданием — М., 1928), утверждавший идеи национального братства и объявленный критиками высшим достижением советской прозы на идише. В дальнейшем творчестве, следуя установке так называемого социалистического реализма на простоту и доступность, сумел не впасть в присущий многим пролетарским писателям примитивный схематизм. Перевёл на идиш «Слово о полку Игореве», стихотворения Лермонтова, Некрасова, «Сперанца» Б. Пильняка, ряд пьес, в том числе «Овечий источник» Лопе де Вега.

## Семья
- Жена — Любовь Абрамовна Кушнирова (1902—?), заведовала столовой чистопольского интерната для детей литературных работников; репрессирована в 1950 году, осуждена на десять лет лагерей[3].
  - Сыновья — Юрий (Юлий) Аронович Кушнирович (1925—1943), погиб на фронте[4]; Радий Аронович Кушнерович (Кушниров, 1931—2010), сценарист, прозаик; Марк Кушниров (Кушнирович, 1937—2024), историк кино, критик, сценарист.